# Márta Kelemen
Márta Kelemen (ur. 17 września 1954 w Budapeszcie) – węgierska gimnastyczka, medalistka igrzysk olimpijskich.
Brała udział w dwóch igrzyskach (IO 72, IO 76), na pierwszych zdobyła brązowy medal w drużynie, cztery lata później była na czwartym miejscu. W wieloboju indywidualnym osiągnęła 34. miejsce (zarówno w Monachium jak i w Montrealu). Najwyższą indywidualną pozycję na igrzyskach wywalczyła w ćwiczeniach na poręczy w Monachium (dziewiąte miejsce).